# TUE Série 700 (RFFSA)
O TUE Série 700 (RFFSA) é um trem-unidade elétrico brasileiro. Encomendado pela Rede Ferroviária Federal em 1977, é parte das frotas do Trem Metropolitano de São Paulo, embora tenha sido retirado de serviço, e da SuperVia.

## História

### Projeto e fabricação (1977–1982)
Na década de 1970, após vários protestos violentos (incluindo o incêndio de estações e trens) contra a precariedade dos trens de subúrbios no Rio de Janeiro, a RFFSA resolveu investir em um plano de recuperação emergencial dos subúrbios. O plano previu a substituição da sinalização da via, a reforma de estações e a aquisição de novos trens. Em 23 de dezembro de 1977, foi assinado o contrato com um consórcio formado por Mafersa (equipamentos mecânicos) e Hitachi (equipamentos elétricos) para o fornecimento de trinta unidades, parte de uma encomenda de 5,2 bilhões de cruzeiros, envolvendo 120 trens e dividida entre:
| Fabricante/série          | Quantidade (TUE) | Entrega da primeira unidade |
| ------------------------- | ---------------- | --------------------------- |
| Mafersa (Série 700)       | 30               | 27 de fevereiro de 1981     |
| Santa Matilde (Série 800) | 60               | agosto de 1980              |
| Cobrasma (Série 900)      | 30               | agosto de 1980              |

A Mafersa iniciou a fabricação dos trens em meados de 1978, porém a produção sofreu sucessivos atrasos por causa de dois fatores: o fornecimento dos novos trens do Metrô do Rio de Janeiro (aberto em 1979) e o processo mal sucedido de privatização da Mafersa.
Prometido para julho de 1980, o primeiro trem-unidade não ficou pronto, sendo a data postergada para maio de 1981. O primeiro trem foi entregue em cerimônia presidida pelo presidente João Figueiredo, em 27 de fevereiro de 1981.

### Retomada da produção (1984–1989)
Em 1984, a CBTU resolveu adquirir 25 trens-unidade de quatro carros, para atender aos subúrbios de São Paulo, e escolheu retomar a produção da Série 700 junto à Mafersa. O valor do contrato foi de 95,2 bilhões de cruzeiros. Em 14 de fevereiro de 1985, o ministro Cloraldino Severo inaugurou a retomada da linha de produção do primeiro trem.
As entregas da Série 700 seguiram o seguinte cronograma:
| Ano   | Quantidade |
| ----- | ---------- |
| 1987  | 13         |
| 1988  | 10         |
| 1989  | 2          |
| Total | 25         |

## Operação (Rio de Janeiro)

### RFFSA/CBTU (1981–1994)
Os primeiros trens entraram em operação em 1981, ainda pela RFFSA. Em 1984, todos os trinta trens Série 700 foram repassados para a recém-criada Companhia Brasileira de Trens Urbanos (CBTU). Diferentemente das Séries 800 e 900 (que enfrentaram problemas crônicos decorrentes de erros de projeto), a Série 700 manteve uma alta disponibilidade de frota entre 1983 e 1988.
| Ano                               | Disponibilidade (%) |
| --------------------------------- | ------------------- |
| 1983                              | 93,6                |
| 1984                              | 93,1                |
| 1985                              | 91,5                |
| 1986                              | 87,6                |
| 1987                              | 91                  |
| 1988                              | 88                  |
| 1989                              | 63                  |
| Disponibilidade média (1983-1989) | 86,8%               |

A partir de 1989, a CBTU foi atingida por uma grave crise financeira, de forma que 60% de sua frota encontrava-se imobilizada naquele ano. Ainda assim, dos trinta trens Série 700, apenas um estava imobilizado permanentemente, porque um de seus dois carros-motor tinha sido destruído.
Em 1992, a CBTU baixou o intervalo na linha de Deodoro para sete minutos e, para realizar o serviço, empregou trens da Série 700 (por causa de sua alta disponibilidade).

### Flumitrens (1994–1998)
Em dezembro de 1994, o Governo Federal entregou ao governo do estado do Rio de Janeiro a malha e frotas de trens urbanos do Rio. Uma das primeiras ações da Flumitrens (concessionária criada pelo governo do Rio para gerir a malha) foi a realização de revisões gerais de truques e sistemas pneumáticos de doze dos trinta trens-unidade da Série 700. Naquele momento, os trens ultrapassaram a primeira década em operação.
Por causa da falta de peças, dezesseis trens-unidade estavam operando precariamente, de forma que seu processo de remobilização foi iniciado apenas em 1997. No fim da operação estatal, quatro trens-unidade foram remobilizados.

### SuperVia (1998–)
Em novembro de 1998, o governo do Rio concedeu a malha de trens urbanos do estado para o consórcio SuperVia. Os trens da Série 700 são operados até os dias atuais, com índices de falhas e disponibilidade regulares, enquanto os trens das séries 800 e 900 acabaram aposentados precocemente, devido falhas insanáveis de projeto. Dentro do âmbito do Programa Estadual de Transportes (PET) do governo do estado do Rio de Janeiro, alguns trens da série 700 receberam ar condicionado. em dezembro de 2018, havia 25 trens em operação (dos trinta trens-unidades adquiridos entre 1981 e 1983), circulando nas linhas Belford Roxo, Japeri e Santa Cruz.
| Ano                | Falhas | Quilometragem percorrida | MKBF           |
| ------------------ | ------ | ------------------------ | -------------- |
| 2010               | 8      | 912 326                  | 114 041        |
| 2011               | 13     | 1 070 137                | 82 318         |
| 2012               | 7      | 521 512                  | 74 502         |
| 2013               | 6      | 618 955                  | 103 159        |
| 2014               | 38     | Não divulgado            | Não disponível |
| 2015 (até outubro) | 19     | Não divulgado            | Não disponível |
| 2016               | 21     | Não divulgado            | Não disponível |
| 2017               | 8      | Não divulgado            | Não disponível |
| 2018               | 7      | Não divulgado            | Não disponível |

## Operação (São Paulo)

### CBTU (1987–1994)
Os primeiros trens foram entregues para a CBTU-SP em maio de 1987. Da mesma forma que o ocorrido no Rio de Janeiro, a disponibilidade da Série 700 em São Paulo manteve-se alta. Com isso, o índice de viagens (programadas × realizadas) subiu de 98,5% em 1987 para 99% em 1989.
| Ano                               | Disponibilidade (%) |
| --------------------------------- | ------------------- |
| 1987                              | 100                 |
| 1988                              | 81                  |
| 1989                              | 88                  |
| Disponibilidade média (1987-1989) | 89,6 %              |

### CPTM (desde 1994)

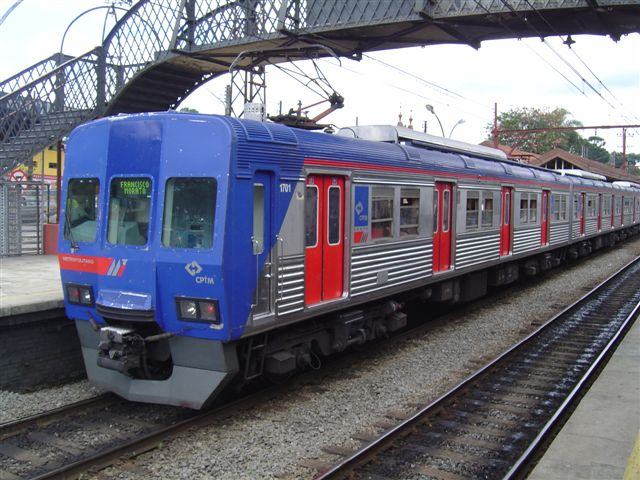
TUE Série 1700 na CPTM, reformado no programa PQMR I.

Em 1 de junho de 1994, a CBTU transferiu a malha ferroviária administrada pela empresa em São Paulo para o governo do estado de São Paulo, que criou a Companhia Paulista de Trens Metropolitanos (CPTM) para receber e administrar esta malha.
Na CPTM, a Série 700 foi renumerada para Série 1700. Após diversas falhas, em que a disponibilidade de toda a frota da CPTM caiu para 65% em 1996, a CPTM lançou em 1998 o Plano Quinquenal de Material Rodante (PQMR I), que previu a remobilização de 86 trens-unidade, dos quais 23 da Série 1700:
| Programa | Série | Trens-unidade | Licitação  | Vencedora                                                       |
| -------- | ----- | ------------- | ---------- | --------------------------------------------------------------- |
| PQMR     | 1700  | 23            | n.º 86 737 | - GEC Alstom (R$ 19 493 505,11) - Inepar S/A (R$ 14 054 904,00) |
| -        | -     | -             | Total      | R$ 33 548 409,11                                                |

Após o acidente na estação Perus, em 2000, o sistema de freios de todos os trens da Série 1700 (considerado deficiente pelo inquérito oficial do acidente e pela imprensa por não funcionar quando o trem se encontrasse desenergizado) foi modificado, para sanar uma falha de projeto. Depois das reformas, o índice MKBF ("Mean Kilometer Between Failure" ou quilometragem média entre falhas) contabilizado da Série 1700 em 2006 foi o melhor de todas as frotas da CPTM, atingindo 8 911 quilômetros, muito acima de frotas novas (como as séries 2000 e 3000 da CPTM, adquiridas entre 1999 e 2001).
Dois trens da série (envolvidos em acidentes como o de Perus) foram rebolizados por meio do PQMR II. 
| Programa | Série | Trens-unidade | Licitação/contrato | Vencedora                |
| -------- | ----- | ------------- | ------------------ | ------------------------ |
| PQMR II  | 1700  | 2             | n.º 848 240 201    | Alstom (R$ 2 781 861,24) |
| -        | -     | -             | Total              | R$ 2 781 861,24          |

Com a aquisição de novos trens realizada pela CPTM nos últimos anos, a Série 1700 passou a ser gradativamente retirada de operação. Em julho de 2019, a empresa anunciou a retirada completa de circulação dos trens da série. A última viagem das composições com passageiros ocorreu em 28 de junho de 2019, pela Linha 7.

## Acidentes e incidentes
- 27 de fevereiro de 1995 — Trem da Série 1700 sofreu falha no sistema de freios, entre Vila Clarice e Piqueri, quando era recolhido vazio para as oficinas. O trem pôde ser imobilizado, sem deixar feridos. Apesar de uma sindicância ter detectado a necessidade de modificação no sistema de freios dos trens da Série 1700, o investimento foi realizado apenas no rescaldo do acidente de Perus.[40]
- 28 de julho de 2000 — Acidente na estação Perus.
- 11 de julho de 2011 — Colisão entre trens das séries 7000 e 1700 na Estação Barra Funda deixou 42 feridos.[52]
- 3 de outubro de 2012 — Colisão em passagem de nível, entre trem da Série 700 e caminhão, próximo à Estação Pavuna/São João de Meriti, com onze passageiros feridos.[53]
- 18 de dezembro de 2012 — Colisão entre trens das séries 1600 e 1700 na Estação Francisco Morato, com 24 feridos leves.[54]
- 5 de janeiro de 2015 — Colisão entre trens das séries 700 e 900 da Supervia, na Estação Presidente Juscelino. O acidente causou ferimentos em 229 passageiros.[55]